# Eudes de Lorris
Eudes de Lorris est un évêque français du XIIIe siècle né à Lorris et mort le 8 août 1274 à Lyon.

## Biographie
Eudes de Lorris nait au XIIIe siècle à Lorris dans la province de l'Orléanais du royaume de France.
Il est chapelain de saint Louis et chanoine de Bayeux, lorsque le chapitre l'élit pour évêque. Quelques chanoines dissidents portent leurs suffrages sur Adinolfo d'Anagni, neveu, chapelain du pape Grégoire IX et doyen de la cathédrale. Cette double élection est soumise au pape Alexandre IV, qui se prononce en faveur d'Eudes.
En 1268, Eudes célèbre à Paris, dans l'église de Saint-Victor, les obsèques de Renaud III Mignon de Corbeil, évêque de cette ville. En 1270, il donne aux religieux de Saint-Fromond, le tiers du moulin de Harel.
Il assiste au Deuxième concile de Lyon en 1274 et y meurt sous le règne du roi Philippe III.